# リボヌクレアーゼV
リボヌクレアーゼV(Ribonuclease V、EC 3.1.27.8)は、以下の化学反応を触媒する酵素である。
ポリ(A)を加水分解し、オリゴリボヌクレオチドと究極的に3'-AMPを形成する。
この酵素は、ポリ(U)も加水分解する。